# Sächsischer Landespokal der Frauen 2024/25
Der Sächsische Landespokal der Frauen 2024/25 war die 34. Austragung des Sächsischen Landespokals (Sponsorenname: Sachsenlotto Landespokal der Frauen) der Frauen im Amateurfußball. Da im  DFB-Pokal der Frauen keine zweiten Mannschaften startberechtigt sind, qualifizierten sich die Frauen der BSG Chemie Leipzig bereits mit dem Finaleinzug für den DFB-Pokal 2025/26 (Frauen).

Titelverteidigerinnen sind die zweite Mannschaft von RB Leipzig.

Erstmals findet in der Saison 2024/25 auch ein Landespokal auf Kleinfeld statt, für welchen sich nur Mannschaften der Kreis- und Stadtverbände melden konnten.

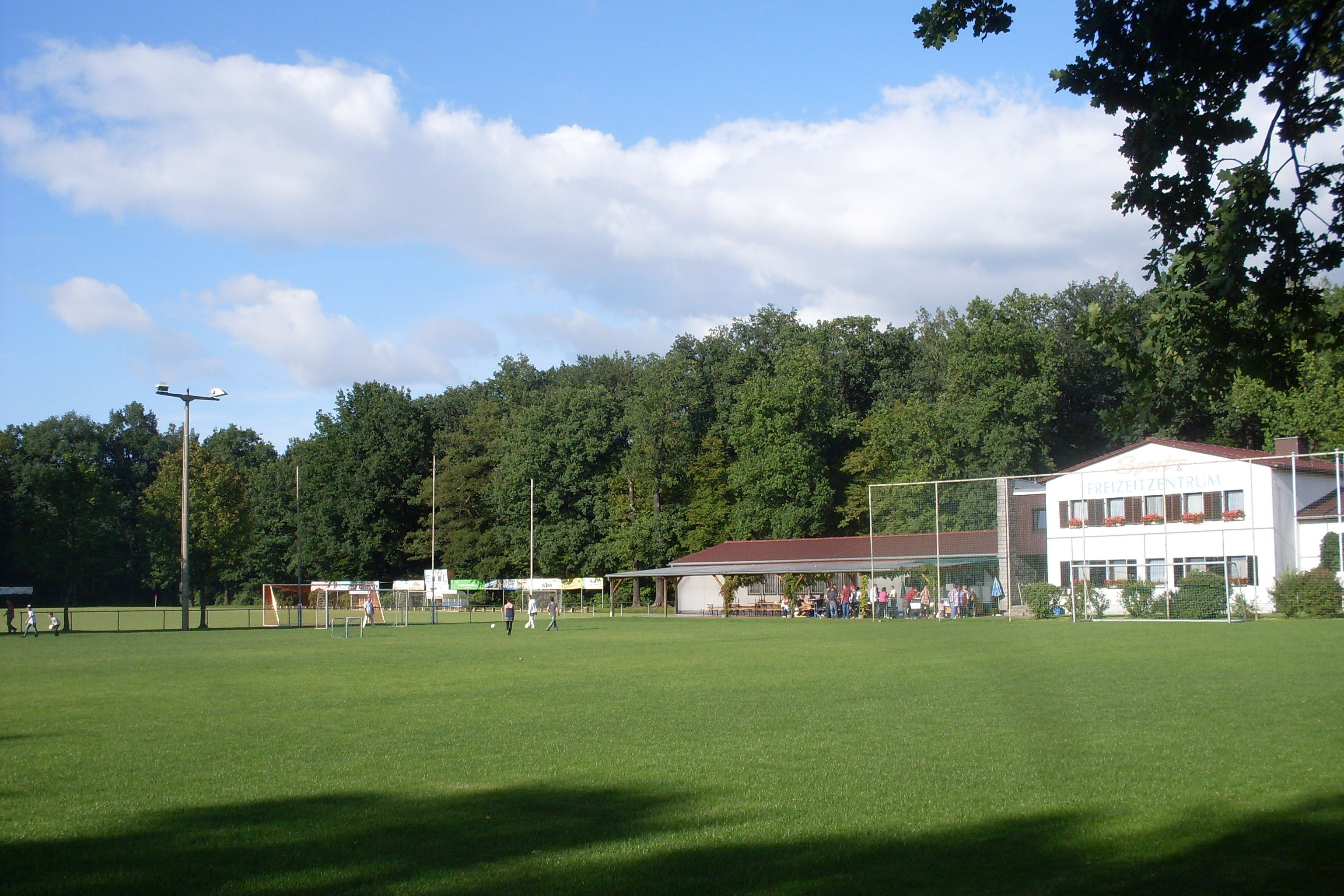
Das Sportzentrum des Sportvereins Aufbau Deutschbaselitz e. V.

## Modus
Der Sächsische Landespokal wird im K.-o.-Modus ausgetragen; im Falle eines Unentschiedens nach 90 Minuten folgen Verlängerung und Elfmeterschießen. Die Paarungen werden vor jeder Runde ausgelost. Heimrecht hat stets die klassentiefere Mannschaft, sonst entscheidet die Reihenfolge der Ziehung bei der Auslosung (die Mannschaft mit Heimrecht kann allerdings zugunsten der anderen Mannschaft auf das Heimrecht verzichten).
Die qualifizierten Mannschaften steigen je nach Ligazugehörigkeit und in Abhängigkeit von der Gesamtzahl der Teilnehmer sowie deren Verteilung auf die Ligastufen gestaffelt in den Wettbewerb ein.

## Großfeld

### Teilnehmende Mannschaften
Der Landespokal der Frauen ist der weibliche Vereinspokal-Wettbewerb innerhalb des sächsischen Verbandsgebietes und dient zugleich der Qualifikation zur 1. Hauptrunde des DFB-Pokal der Frauen. Teilnahmeberechtigt sind alle sächsischen Mannschaften von der Regionalliga bis zur Landesklasse. Zudem steht der Wettbewerb unterklassigen Teams auf Kreisebene offen, die das Spiel auf Großfeld ausprobieren möchten. Interessierte Mannschaften können sich jederzeit für den Sachsenpokal der Frauen melden. Die Auslosung der ersten Pokalrunde findet traditionell im Rahmen der Staffeltagung in der Sommerpause statt.
Die folgende Übersicht listet alle Vereine auf, die sich für den Landespokal gemeldet haben und deren Ligastufenzugehörigkeit (Stand: 5. Juli 2024).
| Regionalliga Nordost 2024/25 (III) | Landesliga Sachsen 2024/25 (IV) | Landesliga Sachsen 2024/25 (IV) | |
| --- | --- | --- | --- |
| 1. FFC Fortuna Dresden Bischofswerdaer FV 08 RB Leipzig II | 1. FFC Fortuna Dresden II BSG Chemie Leipzig Chemnitzer FC DFC Westsachsen Zwickau ESV Eintracht Thum-Herold FC Erzgebirge Aue | Heidenauer SV Roter Stern Leipzig 99 SpVgg. Leipzig 1899 SSV Stötteritz SV Eiche Reichenbrand SV Eintracht Leipzig-Süd | |
| Landesklasse Sachsen 2024/25 (V) | Landesklasse Sachsen 2024/25 (V) | Landesklasse Sachsen 2024/25 (V) | Kreisteilnehmer 1                                                                                                 |
| - Staffel Nord: BSV Schönau 1983 ESV Lok Döbeln Leipziger FC 07 Roter Stern Leipzig 99 II (verzichtete) SG LVB Leipzig SG Rotation Leipzig SpG Grimma/Klinga-Ammelshain SpG Merkwitz/Luppa SpG Leipzig-Süd II/Liebertwolkwitz SV Lindenau 1848 ZFC Meuselwitz in Sn. | - Staffel Ost: FSV Lokomotive Dresden NFV Gelb-Weiß Görlitz Post SV Dresden Serkowitzer FSV SpG Bischofswerda II/SV Gnaschwitz-Doberschau (verzichtete) SpG Reichenbach/Königshain/Holtendorf SpG Thonberg/Königsbrück-Laußnitz/Elstra SpVgg. Dresden-Löbtau SV Johannstadt 90 SV Johannstadt 90 2 (verzichtete) TSV 1861 Spitzkunnersdorf | - Staffel Süd/West: 1. FC Rodewisch 1. FFC Chemnitz Chemnitzer FC II Ebersbrunner SV FC Erzgebirge Aue II FFV Phoenix Zwickau (verzichtete) FSV Motor Marienberg SpG SG Handwerk Rabenstein/Athletic Sonnenberg SG Jößnitz SpG Pfaffengrün/Zobes/Greiz SV 1861 Kirchberg SV Merkur 06 Oelsnitz SV Waldenburg 1844 | SG Dynamo Dresden (Stadtliga – Kreis Dresden) SpG SG Blau-Weiß Obercunnersdorf (Freizeitliga – Kreis Westlausitz) |

### Ausscheidungsrunde
Am 7. Juli 2024 wurde die Ausscheidungsrunde und die 1. Hauptrunde im Sachsenpokal der Frauen ausgelost.
| Datum      |                                              | Ergebnis  |                                                    |
| ---------- | -------------------------------------------- | --------- | -------------------------------------------------- |
| 28.07.2024 | SpG Merkwitz/Luppa (V)                       | 0:6       | Bischofswerdaer FV 08 (III)                        |
| 04.08.2024 | Ebersbrunner SV (V)                          | 00:14     | RB Leipzig II (III)                                |
| 11.08.2024 | SpG SG Blau-Weiß Obercunnersdorf             | 0:6       | SpG Reichenbach/Königshain/Holtendorf (V)          |
| 11.08.2024 | SG Dynamo Dresden                            | 0:4       | Chemnitzer FC (IV)                                 |
| 11.08.2024 | FSV Motor Marienberg (V)                     | 2:3 n. V. | SpG Pfaffengrün/Zobes/Greiz (V)                    |
| 11.08.2024 | SV Waldenburg 1844 (V)                       | 00:12     | SV Eiche Reichenbrand (IV)                         |
| 11.08.2024 | 1. FC Rodewisch (V)                          | 0:8       | FC Erzgebirge Aue (IV)                             |
| 11.08.2024 | ESV Lok Döbeln (V)                           | 8:5       | SpG SG Handwerk Rabenstein/Athletic Sonnenberg (V) |
| 11.08.2024 | BSV Schönau 1983 (V)                         | 10:00     | Leipziger FC 07 (V)                                |
| 11.08.2024 | SpG Grimma/Klinga-Ammelshain (V)             | 0:6       | SG LVB Leipzig (V)                                 |
| 11.08.2024 | SpVgg. Dresden-Löbtau (V)                    | 0:1       | SSV Stötteritz (IV)                                |
| 11.08.2024 | SV 1861 Kirchberg (V)                        | 00:15     | SV Eintracht Leipzig-Süd (IV)                      |
| 11.08.2024 | SpG Thonberg/Königsbrück-Laußnitz/Elstra (V) | 3:2       | 1. FFC Chemnitz (V)                                |
| 11.08.2024 | NFV Gelb-Weiß Görlitz (V)                    | 7:1       | Serkowitzer FSV (V)                                |
| 11.08.2024 | ZFC Meuselwitz in Sn. (V)                    | 8:0       | SG Jößnitz (V)                                     |
| 11.08.2024 | Post SV Dresden (V)                          | 0:2       | DFC Westsachsen Zwickau (IV)                       |

Freilose:
- 1. FFC Fortuna Dresden (III)
- 1. FFC Fortuna Dresden II (IV)
- BSG Chemie Leipzig (IV)
- ESV Eintracht Thum-Herold (IV)
- Heidenauer SV (IV)
- Roter Stern Leipzig 99 (IV)
- SpVgg. Leipzig (IV)
- Chemnitzer FC II (V)
- FC Erzgebirge Aue II (V)
- FSV Lokomotive Dresden (V)
- SG Rotation Leipzig (V)
- SpG Leipzig-Süd II/Liebertwolkwitz/SC DHfK Leipzig (V)
- SV Johannstadt (V)
- SV Lindenau 1848 (V)
- SV Merkur 06 Oelsnitz (V)
- TSV 1861 Spitzkunnersdorf (V)

### 1. Hauptrunde
| Datum      |                                              | Ergebnis              |                                        |
| ---------- | -------------------------------------------- | --------------------- | -------------------------------------- |
| 05.09.2024 | DFC Westsachsen Zwickau (IV)                 | Nichtantritt Heim     | RB Leipzig II (III)                    |
| 08.09.2024 | BSV Schönau 1983 (V)                         | 0:3                   | SV Eintracht Leipzig-Süd (IV)          |
| 08.09.2024 | FSV Lokomotive Dresden (V)                   | 1:4 n. V.             | Roter Stern Leipzig 99 (IV)            |
| 08.09.2024 | SG LVB Leipzig (V)                           | 2:6                   | Heidenauer SV (IV)                     |
| 08.09.2024 | FC Erzgebirge Aue (IV)                       | Nichtantritt Gast     | SSV Stötteritz (IV)                    |
| 08.09.2024 | SpG Thonberg/Königsbrück-Laußnitz/Elstra (V) | 2:6                   | ZFC Meuselwitz in Sn. (V)              |
| 08.09.2024 | SV Lindenau 1848 (V)                         | 00:10                 | BSG Chemie Leipzig (IV)                |
| 08.09.2024 | SG Rotation Leipzig (V)                      | 0:3                   | 1. FFC Fortuna Dresden (III)           |
| 08.09.2024 | SV Johannstadt (V)                           | 00:20                 | Chemnitzer FC (IV)                     |
| 08.09.2024 | SV Merkur 06 Oelsnitz (V)                    | 2:0                   | ESV Eintracht Thum-Herold (IV)         |
| 08.09.2024 | Chemnitzer FC II (V)                         | 5:1                   | SpG Leipzig-Süd II/Liebertwolkwitz (V) |
| 08.09.2024 | SpG Reichenbach/Königshain/Holtendorf (V)    | 4:2                   | ESV Lok Döbeln (V)                     |
| 08.09.2024 | FC Erzgebirge Aue II (V)                     | 5:0                   | 1. FFC Fortuna Dresden II (IV)         |
| 08.09.2024 | TSV 1861 Spitzkunnersdorf (V)                | 0:1 n. V.             | Bischofswerdaer FV 08 (III)            |
| 08.09.2024 | SpG Pfaffengrün/Zobes/Greiz (V)              | 0:5                   | SpVgg. Leipzig (IV)                    |
| 08.09.2024 | NFV Gelb-Weiß Görlitz (V)                    | 4:4 n. V. (4:3 i. E.) | SV Eiche Reichenbrand (IV)             |

### Achtelfinale
Am 9. September 2024 wurde das Achtelfinale im Sachsenpokal der Frauen ausgelost.
| Datum      |                           | Ergebnis |                                           |
| ---------- | ------------------------- | -------- | ----------------------------------------- |
| 03.10.2024 | Chemnitzer FC II (V)      | 0:3      | SpG Reichenbach/Königshain/Holtendorf (V) |
| 03.10.2024 | Heidenauer SV (IV)        | 1:4      | SV Eintracht Leipzig-Süd (IV)             |
| 03.10.2024 | SV Merkur 06 Oelsnitz (V) | 1:2      | Roter Stern Leipzig 99 (IV)               |
| 03.10.2024 | NFV Gelb-Weiß Görlitz (V) | 0:6      | Bischofswerdaer FV 08 (III)               |
| 03.10.2024 | Chemnitzer FC (IV)        | 2:1      | 1. FFC Fortuna Dresden (III)              |
| 03.10.2024 | FC Erzgebirge Aue II (V)  | 0:4      | BSG Chemie Leipzig (IV)                   |
| 06.10.2024 | FC Erzgebirge Aue (IV)    | 0:9      | RB Leipzig II (III)                       |
| 13.10.2024 | ZFC Meuselwitz in Sn. (V) | 0:7      | SpVgg. Leipzig (IV)                       |

### Viertelfinale
Am 11. Oktober 2024 wurde das Viertel- und Halbfinale im Sachsenpokal der Frauen (Groß- und Kleinfeld) ausgelost.
| Datum      |                                           | Ergebnis |                               |
| ---------- | ----------------------------------------- | -------- | ----------------------------- |
| 10.11.2024 | Chemnitzer FC (IV)                        | 2:3      | RB Leipzig II (III)           |
| 10.11.2024 | Roter Stern Leipzig 99 (IV)               | 2:7      | Bischofswerdaer FV 08 (III)   |
| 10.11.2024 | SpG Reichenbach/Königshain/Holtendorf (V) | 00:10    | BSG Chemie Leipzig (IV)       |
| 10.11.2024 | SpVgg. Leipzig (IV)                       | 0:3      | SV Eintracht Leipzig-Süd (IV) |

### Halbfinale
| Datum      |                             | Ergebnis |                               |
| ---------- | --------------------------- | -------- | ----------------------------- |
| 08.12.2024 | Bischofswerdaer FV 08 (III) | 0:4      | RB Leipzig II (III)           |
| 08.12.2024 | BSG Chemie Leipzig (IV)     | 2:1      | SV Eintracht Leipzig-Süd (IV) |

### Finale
| BSG Chemie Leipzig                                    | BSG Chemie Leipzig | RB Leipzig II | RB Leipzig II |
| ----------------------------------------------------- | --- | --- | ------------- |
| BSG Chemie Leipzig                                    | \| 01. Mai 2025 um 15:00 Uhr in Deutschbaselitz \| \| Ergebnis: 0:1 (0:1) \| \| Zuschauer: 1087 \| \| Schiedsrichterin: Liesa Malina (SV Königsblau Gohlis) \| \| Spielbericht \| | \| 01. Mai 2025 um 15:00 Uhr in Deutschbaselitz \| \| Ergebnis: 0:1 (0:1) \| \| Zuschauer: 1087 \| \| Schiedsrichterin: Liesa Malina (SV Königsblau Gohlis) \| \| Spielbericht \| | RB Leipzig II |
| BSG Chemie Leipzig                                    | Lysann Schneider – Lieselotte Linke, Jasmin Gehring (61. Pia Kathrin Feldhahn), Jule Elisa Bohlen, Victoria Ida Meyer, Karla Wienecke (77. Katharina Freitag), Lucy Hüllmann (83. Ella Säger), Amy Herrmann, Marlene Haberecht, Fenja Schönball, Jessica Kniza (69. Liv Grete Willsch) Cheftrainer: Ingo Steeb | Kristina Hauczinger – Mia Werner (69. Anneli Sophie Donath), Lenie Pospischil, Charlotte Heckler , Leonie Preußler, Hanna Hohmann, Zoé Werner (69. Alexandra Scheffler), Louisa Hanfstein (57. Leonie Eckert), Lily Joan Bettencourt (86. Silja Bäßler), Melina Bahs (57. Emily Nüßner), Natalie Grenz Cheftrainer: Paul Nürnberger | RB Leipzig II |
| BSG Chemie Leipzig                                    | 0:1 Pospischil (31.) | | RB Leipzig II |
| BSG Chemie Leipzig                                    | Hüllmann (23.), Schönball (79.), Willsch (87.) | Hanfstein (47.) | RB Leipzig II |
| 01. Mai 2025 um 15:00 Uhr in Deutschbaselitz          | | |               |
| Ergebnis: 0:1 (0:1)                                   | | |               |
| Zuschauer: 1087                                       | | |               |
| Schiedsrichterin: Liesa Malina (SV Königsblau Gohlis) | | |               |
| Spielbericht                                          | | |               |

## Kleinfeld

### Teilnehmende Mannschaften
- 1. FC Pirna
- Bornaer SV 91
- BSG Motor Zschopau
- FC Blau-Weiß Leipzig
- FV Ottendorf-Okrilla 05
- SC Eintracht Schkeuditz
- Serkowitzer FSV II
- Serkowitzer FSV III
- SG Gebergrund Goppeln
- SG Stahl Schmiedeberg
- SpG Bräunsdorf/Bobritzsch
- SpG Doberschütz/Mockrehna/Laußig
- SpG Erlbach/Eichigt
- SpG SG Blau-Weiß Obercunnersdorf
- SpG SpVgg. Dresden-Löbtau II/Löbtauer Kickers
- SpG Straßgräbchen/Wittichenau
- SpG SV Affalter/Erzgebirge Aue III
- SpG Weißig/Ullersdorf
- SpG Wernesgrün/Grünbach-Falkenstein
- SpG Zwenkau/Groitzsch/Pegau
- SSV 1862 Langburkersdorf
- SV Fronberg Schreiersgrün
- SV Grün-Weiß 90 Uhsmannsdorf
- SV Panitzsch/Borsdorf 1920
- TSV 1859 Wehrsdorf
- TSV 1861 Spitzkunnersdorf II
- TSV 1864 Schlettau
- TSV Cossebaude
- TuS Falke Rußdorf
- TuS Leutzsch
- VfL Wildenfels

### 1. Hauptrunde
| Datum      |                                               | Ergebnis              |                                    |
| ---------- | --------------------------------------------- | --------------------- | ---------------------------------- |
| 11.08.2024 | FV Ottendorf-Okrilla 05                       | 3:6                   | BSG Motor Zschopau                 |
| 08.09.2024 | VfL Wildenfels                                | 3:1                   | SSV 1862 Langburkersdorf           |
| 08.09.2024 | TuS Falke Rußdorf                             | 4:3 n. V.             | SV Fronberg Schreiersgrün          |
| 08.09.2024 | SpG Bräunsdorf/Bobritzsch                     | 2:0                   | SpG Weißig/Ullersdorf              |
| 08.09.2024 | SG Gebergrund Goppeln                         | Nichtantritt Gast     | SpG SV Affalter/Erzgebirge Aue III |
| 08.09.2024 | SV Panitzsch/Borsdorf 1920                    | 4:3                   | TSV Cossebaude                     |
| 08.09.2024 | SpG SpVgg. Dresden-Löbtau II/Löbtauer Kickers | 5:2                   | SpG Straßgräbchen/Wittichenau      |
| 08.09.2024 | TSV 1864 Schlettau                            | 3:2                   | SpG SG Blau-Weiß Obercunnersdorf   |
| 08.09.2024 | Serkowitzer FSV II                            | 2:0                   | 1. FC Pirna                        |
| 08.09.2024 | TSV 1861 Spitzkunnersdorf II                  | Nichtantritt Gast     | Bornaer SV 91                      |
| 08.09.2024 | SpG Erlbach/Eichigt                           | 0:3                   | SpG Doberschütz/Mockrehna/Laußig   |
| 08.09.2024 | SV Grün-Weiß 90 Uhsmannsdorf                  | 0:0 n. V. (4:3 i. E.) | Serkowitzer FSV III                |
| 08.09.2024 | SG Stahl Schmiedeberg                         | 5:6                   | TSV 1859 Wehrsdorf                 |
| 08.09.2024 | SpG Zwenkau/Groitzsch/Pegau                   | 1:3 n. V.             | TuS Leutzsch                       |
| 08.09.2024 | SC Eintracht Schkeuditz                       | 4:3                   | FC Blau-Weiß Leipzig               |

Freilos:
- SpG Wernesgrün/Grünbach-Falkenstein

### Achtelfinale
| Datum      |                                               | Ergebnis |                                  |
| ---------- | --------------------------------------------- | -------- | -------------------------------- |
| 03.10.2024 | SpG Bräunsdorf/Bobritzsch                     | 12:10    | TSV 1859 Wehrsdorf               |
| 03.10.2024 | TSV 1861 Spitzkunnersdorf II                  | 4:0      | SV Grün-Weiß 90 Uhsmannsdorf     |
| 03.10.2024 | TuS Leutzsch                                  | 2:1      | Serkowitzer FSV II               |
| 03.10.2024 | SV Panitzsch/Borsdorf 1920                    | 3:4      | BSG Motor Zschopau               |
| 03.10.2024 | TuS Falke Rußdorf                             | 03:10    | SG Gebergrund Goppeln            |
| 03.10.2024 | SpG SpVgg. Dresden-Löbtau II/Löbtauer Kickers | 4:2      | SpG Doberschütz/Mockrehna/Laußig |
| 31.10.2024 | TSV 1864 Schlettau                            | 0:8      | SC Eintracht Schkeuditz          |
| 03.11.2024 | SpG Wernesgrün/Grünbach-Falkenstein           | 2:7      | VfL Wildenfels                   |

### Viertelfinale
| Datum      |                                               | Ergebnis |                              |
| ---------- | --------------------------------------------- | -------- | ---------------------------- |
| 10.11.2024 | SpG SpVgg. Dresden-Löbtau II/Löbtauer Kickers | 2:1      | SpG Bräunsdorf/Bobritzsch    |
| 10.11.2024 | VfL Wildenfels                                | 6:2      | BSG Motor Zschopau           |
| 10.11.2024 | TuS Leutzsch                                  | 4:3      | TSV 1861 Spitzkunnersdorf II |
| 10.11.2024 | SC Eintracht Schkeuditz                       | 2:1      | SG Gebergrund Goppeln        |

### Final Four
Das Final Four Turnier im Kleinfeld Landespokal Frauen am 22.06.25 wird ausgerichtet durch die SpG SpVgg. Dresden-Löbtau/FV Löbtauer Kickers auf der Sportanlage Saalhausener Straße in Dresden. Gespielt wird 2 × 25 Minuten, bei Unentschieden erfolgt sofortiges Entscheidungsschießen. Lediglich das Finale wird 2 × 5 Minuten verlängert.

#### Halbfinale
| Datum      |                         | Ergebnis |                                               |
| ---------- | ----------------------- | -------- | --------------------------------------------- |
| 22.06.2025 | VfL Wildenfels          | 4:3      | SpG SpVgg. Dresden-Löbtau II/Löbtauer Kickers |
| 22.06.2025 | SC Eintracht Schkeuditz | 0:3      | TuS Leutzsch                                  |

#### Spiel um Platz 3
| Datum      |                                               | Ergebnis |                         |
| ---------- | --------------------------------------------- | -------- | ----------------------- |
| 22.06.2025 | SpG SpVgg. Dresden-Löbtau II/Löbtauer Kickers | 2:1      | SC Eintracht Schkeuditz |

#### Finale
| VfL Wildenfels                                                          | VfL Wildenfels | TuS Leutzsch | TuS Leutzsch |
| ----------------------------------------------------------------------- | --- | --- | ------------ |
| VfL Wildenfels                                                          | \| 22. Juni 2025 um 13:15 Uhr in Dresden (Sportanlage Saalhausener Straße) \| \| Ergebnis: 2:3 (0:1) \| \| Zuschauer: 100 \| \| Spielbericht \| | \| 22. Juni 2025 um 13:15 Uhr in Dresden (Sportanlage Saalhausener Straße) \| \| Ergebnis: 2:3 (0:1) \| \| Zuschauer: 100 \| \| Spielbericht \| | TuS Leutzsch |
| VfL Wildenfels                                                          | 1:1 Virginia Gerisch (30.) 2:3 Saskia Pohlers (41.)                                                                                             | 0:1 Tina Reimann (9.) 1:2 Marlen Reimann (30., Strafstoß) 1:3 Miriam Vohla (38.)                                                                | TuS Leutzsch |
| 22. Juni 2025 um 13:15 Uhr in Dresden (Sportanlage Saalhausener Straße) | | |              |
| Ergebnis: 2:3 (0:1)                                                     | | |              |
| Zuschauer: 100                                                          | | |              |
| Spielbericht                                                            | | |              |